# دیمیترو سمنوف
دیمیترو سمنوف (اوکراینی: Дмитро Костянтинович Семенов؛ زادهٔ ۴ نوامبر ۱۹۹۹) بازیکن فوتبال اهل اوکراین است.
از باشگاه‌هایی که در آن بازی کرده‌است می‌توان به باشگاه فوتبال دنیپرو اشاره کرد.